# Лазарсфельд, Роберт
Ро́берт Ке́ндалл Лаза́рсфельд (англ. Robert Kendall Lazarsfeld; род. 15 апреля 1953, в Нью-Йорке) — американский математик, профессор Университета Стоуни-Брук. Ранее занимал должность профессора математики в Мичиганском университете. Сын социолога Пола Лазарсфельда. Его исследования сосредоточены на алгебраической геометрии. Работал редактором журнала в Мичиганском университете.
Лазарсфельд получил докторскую степень в Брауновском университете .
В 2006 году Роберта избрали членом Американской академии искусств и наук. В 2012 году он стал действительным членом Американского математического общества. В 2015 году был награждён премией Стила в номинации «за математическое изложение».

## Награды
- Премия Стила (2015)[10]

## Избранные книги
- Lazarsfeld Robert,  Van de Ven Antonius. Topics in the geometry of projective space: Recent work of FL Zak (англ.) / with an addendum by Fyodor Zak[англ.]. — 1 ed. 1984. — Birkhäuser, 2012. — Vol. 4. — ISBN 9783034893480.
- Lazarsfeld Robert. Positivity in algebraic geometry (англ.). — Berlin.: Springer, 2004. — Vol. 1. — ISBN 3-540-22533-1.
- Lazarsfeld Robert. Positivity in algebric geometry (англ.). — 2004. — Vol. 2. — ISBN 3-540-22534-X.[11][12].